# 佐伯市立鶴谷中学校
佐伯市立鶴谷中学校（さいきしりつつるやちゅうがっこう）は大分県佐伯市長島町1-1-1にある公立中学校である。

## 部活動
野球部、陸上部、サッカー部、ソフトボール部、ソフトテニス部、バレーボール部、バスケットボール部、卓球部、バドミントン部、体操部、吹奏楽部、美術部、手芸部
吹奏楽部は大分県大会（大分県吹奏楽コンクール中学校の部）において1984年に県代表として九州大会に初出場を果たし、1989年に全国大会に初出場。
　その後1990年、1991年、1992年と連続して九州大会に出場した古豪である。
　2014年に再び県代表として九州大会に出場し、近年では2018年、2019年と県大会で2年連続金賞を受賞している。

## 学区
- 佐伯市立佐伯小学校、佐伯市立佐伯東小学校、佐伯市立渡町台小学校

## 制服
- 男子　
  - 冬服は標準的な学生服上下である。
  - 夏服は半袖カッターシャツ、スラックスである。
- 女子　
  - 冬服はセーラー服上下である。
  - 夏服は半袖ブラウス、吊りスカートである。
  - 令和3年に行なわれたアンケートによると吊りスカートの吊りひもが無くてもいい、下がると言う意見があり廃止を業者と検討中とされていたが改善されることはなく令和6年入学生の代の最後まで吊りスカートのままとなる模様。[1]佐伯市は市内中学校で新制服の一斉導入を令和7年に開始するとされている[2]。
- 男女問わず夏服着用時にカッターシャツ、ブラウス(吊りスカートのサスペンダーの後ろクロス)の下に体操服の着用が義務づけられているが体操服の背中の鶴谷の字が大きめで濃い色(学年色)が目立つ。新制服導入時に改善されるのが望ましい。